# 柯爾特眼鏡王蛇左輪手槍
柯特眼鏡王蛇（英語：Colt King Cobra，以下簡稱為“眼鏡王蛇”）是一款由美国康乃狄克州哈特福的柯特製造公司所設計和生產並且向執法機關和民間槍械愛好者銷售的6發式中等底把雙動操作左輪手槍，於1986年首次推出，被認為是柯爾特蟒蛇（英語：Colt Python）的後繼槍。它具有烤藍钢和不鏽鋼兩種表面處理，可以使用不同的槍管長度，發射中央底火式.357 S&W馬格南和.38特種彈等口徑的子彈。這是一把現代武器，可靠，火力強大，用途非常廣泛：它可用作為瞄準射擊、自我防衛和狩獵。

## 研發和歷史
眼鏡王蛇的設計是以柯爾特早期型型號，歷史悠久的騎兵MK V型為藍本。改進的內容除了裝上增加強度的重型槍管，還使用了在槍管底部的全尺寸型弹巢退殼桿保護凸耳（英語：Underlug），以及在槍管頂部的一條厚實堅固的散熱肋條。眼鏡王蛇在1986年推出，1992年首度停产；1994年，柯爾特重開眼鏡王蛇的生產線，然後1998年第二度停产，以後都不再生產。
直到2019年1月，柯爾特宣布他們將第二度重開眼鏡王蛇的生產線，並且銷售。其唯一的配置是不鏽鋼製，配有3英寸的槍管（類似於為蒙特利爾警察局生產的6英寸型）。

## 設計細節
眼鏡王蛇是由柯爾特的中等尺寸的Ⅴ式底把為基礎所設計，在1986年至1992年之間使用非常高級的碳鋼製造，並且使用當時柯爾特招牌的明亮而且高級拋光深皇家藍色（烤藍處理）處理。在1987年至1992年和1994年至1998年之間還推出了啞光不鏽鋼製版本，以及在1988年至1992年之間有光澤的拋光型不鏽鋼可以選擇。眼鏡王蛇可以選擇配備超大尺寸型核桃製瞄準型樣式或硬橡膠製黑色連手指凹槽戰鬥樣式握把，以及一個加大版瞄準型擊錘。眼鏡王蛇的瞄準系統是由固定的鐵製紅色刀片型準星以及一個完全可調的鐵製白色輪廓的照門。隨著時間的推移，眼鏡王蛇推出各種槍管長度到表面處理的選擇。
在1986年，眼鏡王蛇推出了4英吋（101.6毫米）和6英吋（152.4毫米）長度槍管烤藍型號，直到烤藍鋼型槍械在1992年停止生產，而在1990年至1992年之間也推出了使用烤藍處理的2.5英吋（63.5毫米）長度槍管型號。而在啞光不鏽鋼製型號方面，2.5英吋（63.5毫米）長度槍管型號從1987年推出開始，直到眼鏡王蛇在1992年停止生產以前都在產品目錄上；而2英吋（50.8毫米）長度槍管型號從1988年推出開始，直到眼鏡王蛇在1992年停止生產，然後它們再在1994年至1998年之間一度重新回到了產品線上。啞光不鏽鋼製型號也在1990年至1992年之間推出了其4英吋（101.6毫米）、6英吋（152.4毫米）和8英吋（203.2毫米）槍管長度型號，然後它們再在1994年至1998年之間一度重新回到了產品線上。而在有如鏡子般明亮的拋光型不鏽鋼處理型號方面，在1988年至1992年之間推出了4英吋（101.6毫米）和6英吋（152.4毫米）長度槍管型號，在1990年至1992年之間推出了2.5英吋（63.5毫米）長度槍管型號，以及在1990年至1992年之間推出了8英吋（203.2毫米）長度槍管型號。
眼鏡王蛇的膛室（弹巢）可以裝填以及發射火力強大的.357 S&W馬格南口徑手枪子彈，或是就像所有的.357口徑左輪手槍那樣發射火力相對地較弱的.38 S&W特種彈藥。

## 流行文化

### 电視節目
- 2003年—《流言終結者》：曾經登場集數：
  - 2006年2月1日第4季第4集（播出順序為第47集）：“氦氣足球”（Helium Football）
  - 2006年4月26日第4季第8集（播出順序為第51集）：“流言檔案”（Myths Re-opened）
  - 2006年9月13日第4季特集1（播出順序為特集9）：“電影迷思特輯”（Mega Movie Myths）
  - 2006年11月1日第4季第22集（播出順序為第65集）：“拋棄式打火機爆炸”（Exploding Lighter）

### 电子遊戲
- 2007年—：最早於韓國版2012年8月29日時推出。型號為8英吋槍管型，使用不鏽鋼槍身加上黑色握把，並通過槍管上的肋條一對安裝瞄準鏡鏡架及套上可實際使用的瞄準鏡（但不能在遊戲中實際使用瞄準鏡鏡架上裝有的後備機械瞄具），以及6發容量弹巢。港台地區於2012年9月22日推出，命名為「眼鏡蛇」；中国大陆地區於2012年9月12日推出，命名為「眼镜王蛇」。港台地區於2013年1月22日推出透過武器強化系統升級的兩个強化型外觀；中国大陆地區於2013年1月23日推出透過武器強化系統升級的兩个強化型外觀；在各地版本均已開放使用，但泰國版及土耳其版因結束營運的關係而不會在這兩個版本開放使用。另外亦有種改進版：
  - King Cobra Gold：最早於韓國版2013年4月18日時推出。C-Box限定的黃金噴漆型。港台地區於2013年5月14日推出黃金版連其武器強化系統升級，命名為「黃金眼鏡蛇」；中國大陸地區於2013年5月15日推出黃金版連其武器強化系統升級，命名為「帝皇眼镜王蛇」；武器強化後不會有造型特殊變化；在各地版本均已開放使用，但泰國版及土耳其版因結束營運的關係而不會在這兩個版本開放使用。
- 2010年—：型號為6英吋槍管型，命名為「KL Viper」。
- 2012年—：型號為短槍管型，命名為「Mustang Snub」，故事模式中由殺手47在一對Silverballer用作情報費交出時使用的代用槍械之一，衍生型為：Skurky型。

## 資料來源
1. 1 2 3 4 5  “Colt King Cobra” （页面存档备份，存于）, Kitsune Reference Web site. Accessed November 18, 2008.
2. ↑  “Colt King Cobra” （页面存档备份，存于）, Guns World Web site. Accessed November 18, 2008.
3. ↑  “Colt Model 357 and Trooper” 的存檔，存档日期2009-02-13., Colt Revolvers Web site. Accessed November 18, 2008.

## 外部連結
- （英文）—Colt's Manufacturing  Cobra and Trooper official Safety and Instruction Manual（.pdf）
- （英文）—Modern Firearms—Colt mk. V revolvers: Trooper, KingCobra, Anaconda（页面存档备份，存于）
- （英文）—Guns International—
  - Colt King Cobra 357 MAG （页面存档备份，存于）
  - Colt King Cobra 357 MAG （页面存档备份，存于）
- （英文）—Deactivated guns—Colt King Cobra .357 Magnum （页面存档备份，存于）
- （英文）—Kitsune—Colt King Cobra （页面存档备份，存于）
- （英文）—Genitron—Colt King Cobra Stainless （页面存档备份，存于）